# Karl Ernst Claus
|  | Per a altres significats, vegeu «Karl Claus». |

Karl Ernst Claus (en rus Карл Ка́рлович Кла́ус), nascut a Dorpat, Imperi Rus, actualment Tartu, Estònia el 22 de gener de 1796 i traspassat el 24 de març de 1864, fou un químic i naturalista estonià d'origen germanobàltic, professor a la Universitat de Kazan. Va descobrir l'element químic ruteni.
Fou apotecari a Sant Petersburg i a Kazan. El 1828 organitzà una expedició als Urals per estudiar els minerals, la flora i la fauna.
Claus descobrí l'element químic ruteni, que és un element de transició. El nom prové de Rutenia, el nom llatí de Rússia. Va fer la tesi doctoral sobre la bioquímica i la fotoquímica de les plantes: Grundzüge der analytischen Phytochemie.
L'abreviatura Claus s'empra per indicar Karl Ernst Claus com autoritat en la descripció i classificació de vegetals.